# 栲幡千千姫命
栲幡千千姫命（タクハタチヂヒメ）は、日本神話に登場する女神。

## 概要
『古事記』では万幡豊秋津師比売命（よろづはたとよあきづしひめのみこと）と表記される。
『日本書紀』の本文では栲幡千千姫（たくはたちぢひめ）、一書では万幡豊秋津媛命（よろづはたとよあきづひめのみこと）、万幡姫（よろずはたひめ）、栲幡千千姫万幡姫命（たくはたちぢひめよろづはたひめのみこと）、火之戸幡姫（ほのとはたひめ）の児・千千姫命（ちぢひめのみこと）、天万栲幡千幡姫（あまよろづたくはたちはたひめ）、万幡姫（よろずはたひめ）の児・玉依姫命（たまよりひめのみこと）、丹舄姫（にくつひめ）、栲幡千幡姫（たくはたちはたひめ）と表記される。
神名は「万幡」を「多くの布帛」、「豊」を「多く」、「秋津」を「蜻蛉の羽のように薄い上質なもの」、「師」を「技師」（織女）と解し、名義は「多くの布帛で、多くの蜻蛉の羽のように薄い上質なものを作る技師」と考えられる。

## 神話での記述
葦原中津国平定・天孫降臨の段に登場する。
『古事記』および『日本書紀』本文・第二・第六・第七・第八の一書では高皇産霊神（高木神）の娘としている。『日本書紀』第一の一書では思兼命の妹、第六の一書では「また曰く」として高皇産霊神の子の児火之戸幡姫の子（すなわち高皇産霊神の孫）。天照大神の子の天忍穂耳命と結婚し、天火明命と瓊瓊杵尊を産んだ。

## 解説
「栲」は楮の繊維または白膠木、「ハタ」は「機（はた）」のことである。「チヂ」は縮むの意とも、たくさんあるの意ともいい、前者であれば織地が縮んだ色鮮やかで美しい上質の織物のこととなり、後者であれば機織がさかんな様子を表す。いずれにしても機織や織物に関係のある名前ということになる。織物の神として信仰される他、安産、子宝等の神徳をもつとされる。瓊瓊杵尊や天忍穂耳命とともに祀られることが多い。

## 祀る神社
- 塩沢神社（福島県二本松市塩沢）[2]
- 椿大神社（三重県鈴鹿市山本町）[2]
- 泉穴師神社（大阪府泉大津市豊中）[2]
- 皇大神宮、相殿右方（三重県伊勢市）
- 機物神社（大阪府交野市）
- 池坐朝霧黄幡比売神社（奈良県磯城郡田原本町法貴寺）
- 高橋神社（奈良県奈良市八条）
- 真清田神社（愛知県一宮市）
- 伊良湖神社（愛知県田原市）
- 伊勢神社（岡山県岡山市）
- 天忍穂別神社（高知県香南市香我美町山川字隅ヶ迫）
- 伊野天照皇大神宮（福岡県糟屋郡久山町猪野604）
- 七夕神社（福岡県小郡市） - 御子神、父神とともに祭られている